# CSU Transilvania Cluj Napoca
CSU Transilvania Cluj Napoca este o echipă masculină de handbal din Cluj-Napoca, aflată în Liga Națională, primul eșalon național. 

## Istorie
Clubul a luat ființă în anul 1919. În 1935 apărea pentru prima dată secția de Handbal masculin în 11 jucători, abia în 1959 făcându-se trecerea la stilul de joc cu 7 jucători, așa cum îl știm în ziua de azi. Primul antrenor, în această formulă de joc, al Universității a fost Titus Lobonț. De-a lungul istoriei au obținut rezultate foarte bune, reușind să se claseze pe locurile fruntașe în condițiile în care handbalul din România s-a situat la cel mai înalt nivel valoric. Printre cele mai notabile rezultate menționăm locul III în 1999 și locul IV în 2000.

## Palmares
Liga Națională:
 Locul 3 (3): 1969, 1970, 2000
Divizia A:
 Locul 3  (1): 2018

## Informații despre sala de sport

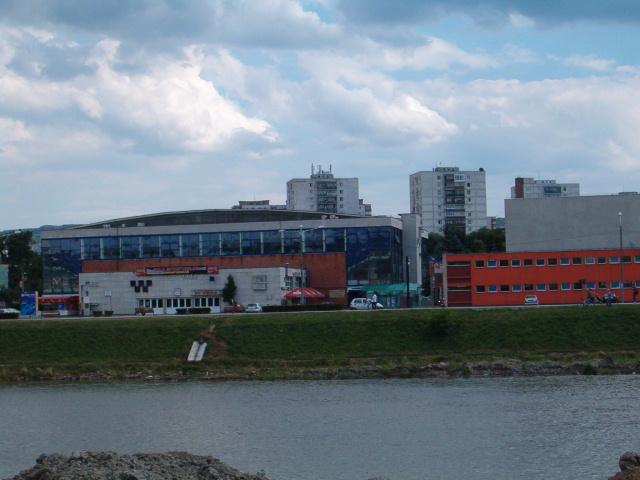
Sala Sporturilor "Horia Demian"

- Nume: – Sala Sporturilor "Horia Demian"
- Oraș: – Cluj-Napoca
- Capacitate: – 2525
- Adresa: – Strada Splaiul Independenței 6, Cluj-Napoca 400000, România